# 甘井子区

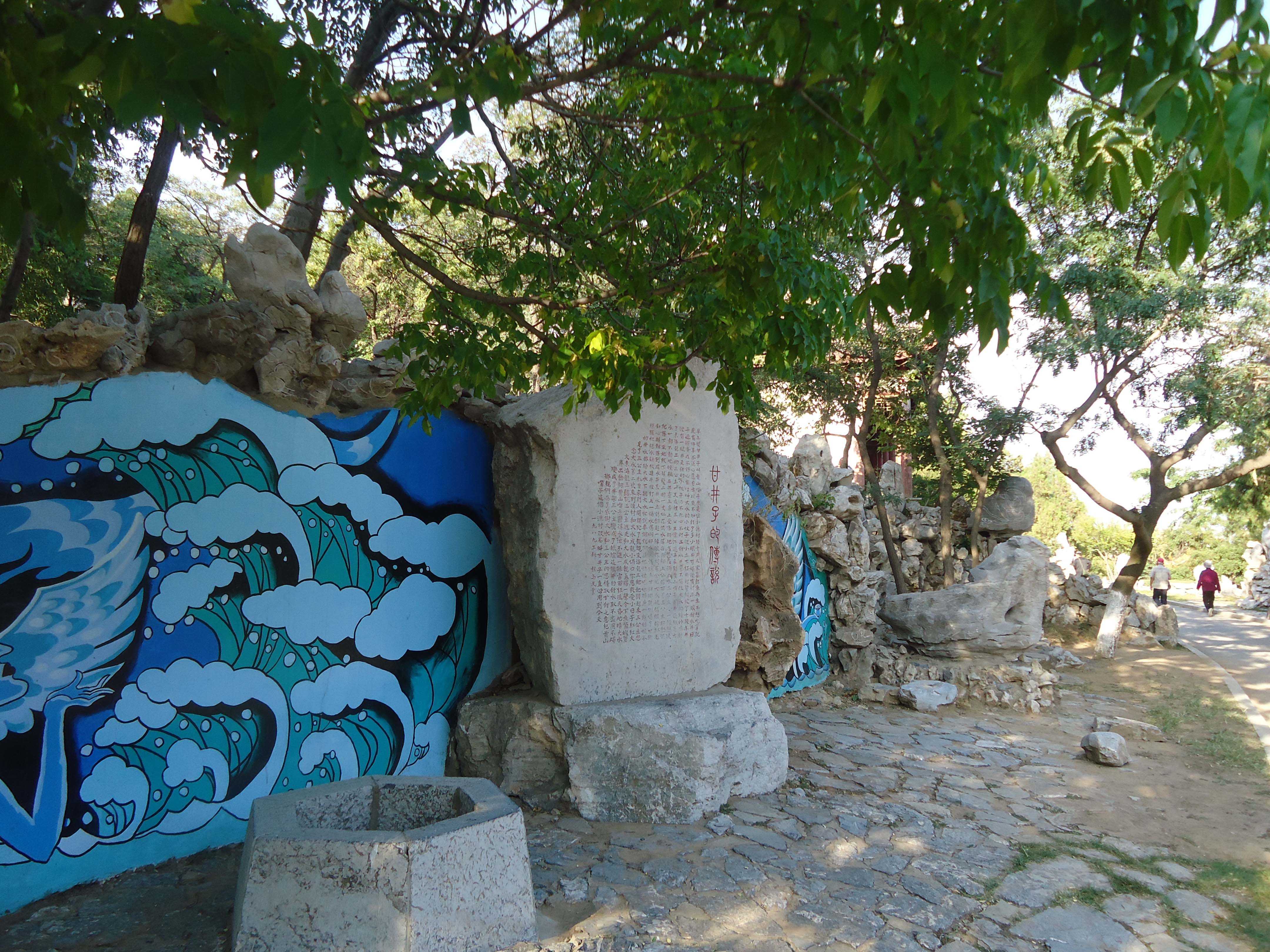
甘井子伝説の石碑（甘井子公園で、1989年設立）

甘井子区（かんせいし-く、拼音: Gānjĭngzĭ:ガンジンズ）は中華人民共和国遼寧省大連市西部から北西部にかけて位置する市轄区。区内に大連周水子国際空港が位置する。

## 行政区画
下部に15街道弁事処を管轄する。
- 辛寨子街道、周水子街道、椒金山街道、甘井子街道、南関嶺街道、泡崖街道、中華路街道、機場街道、紅旗街道、大連湾街道、泉水街道、革鎮堡街道、営城子街道
- 大連ハイテクゾーン
  - 凌水街道、七賢嶺街道

## 歴史
- 1946年2月、初めて「甘井子区」の名称が使われた[1]
- 2008年、凌水街道の社会事務は大連ハイテクゾーンが管理

## 名称
珍しい名称「甘井子」（甘い井戸）の起源については、甘井子公園（大連地下鉄3号線金家街駅下車、東方路の東約1キロメートル）にある石碑（1989年設立）に次の伝説が書いてある。昔、若者が甘い（あるいは清らかな水の）井戸を掘りあてようとして努力したが、このあたりではいくつ掘っても掘り当て得ず、これを聞いた竜王の三女が訪ねてきて同情して涙を垂らした所を掘ったら、ついに掘り当てることができたという。

## 観光
- 甘井子公園
- 金龍寺国家森林公園
- 大連体育中心

## 交通

### 航空
- 大連周水子国際空港

### 鉄道
- 中国国家鉄路集団
  - 大連北駅
    - 哈大旅客専用線
    - 丹大都市間鉄道
    - 瀋大線

  - 旅順支線（貨物線）
- 大連地下鉄
  - 1号線
  - 2号線
  - 3号線
  - 12号線
- 大連有軌電車

### 道路
- 旅順北路、旅順中路、旅順南路（東西）、東北路～東聯路（南北）
- 高速道路
  -  鶴大高速道路
  -  瀋海高速道路
- 国道
  -  G201国道
  -  G202国道
  -  G228国道

## 教育

### 大学
- 大連理工大学
- 大連海事大学
- 東軟信息学院
- 大連工業大学
- 遼寧警察学院
- 大連職工大学

## 健康・医療・衛生
- 大連市第三人民医院
- 大連市第四人民医院
- 大連市第六人民医院
- 大連市婦女児童医療中心
- 大化集団有限責任公司医院
- 大連遼漁医院
- 大連市老年病医院
- 大連市甘井子区人民医院